# Дејвид Лесли
Дејвид Лесли (1600–1682) био је шкотски најамни војник и војсковођа који је више пута мењао стране у енглеским грађанским ратовима (1642–51).

## Каријера
Каријера Дејвида Леслија типичан је пример професионалног најамног ратника из периода тридесетогодишњег рата (1618-48): служио је разним државама и често мењао стране. Пошто је ратно искуство стекао као најамник у служби Шведске и Русије током тридесетогодишњег рата, Лесли се 1642. вратио у Шкотску и ступио у службу шкотског Парламента. У Првом енглеском грађанском рату (1642–47) борио се на страни енглеског Парламента код Марстон Мура, док се у Другом енглеском грађанском рату (1648–49) и Шкотском рату (1650–51) борио на страни ројалиста, у биткама код Престона (1648), Данбара (1650) и Вустера (1651), где је потучен и заробљен од Оливера Кромвела. Ослобођен је и награђен племством приликом рестарације краља Чарлса II (1660).